# Кукша Одеський
Преподобний Кукша Одеський, Кукша Новий (у миру Кузьма Кирилович Величко, 1875—1964) — схиігумен Російської православної церкви, святий Української православної церкви (Московського Патріархату), український православний святий і преподобний радянського періоду. Набуття мощей 29 вересня 1994 року.

## Життєпис
Народився на Миколаївщині, в селі Гарбузинка (тепер с. Арбузинка) в селянській родині.
З дитинства мріяв стати монахом, але довгий час його батько виступав проти цього. Після згоди і благословення батьків жив у Печерській Лаврі, а потім на Афоні. Потім знову повернувся в Україну.
Під час першої світової війни служив братом милосердя в санітарному потязі Київ —Львів. В 1931 році під час виснажливої хвороби прийняв постриг у велику схиму з іменем Кукша, а ще через два роки рукопокладений у сан ієромонаха. Святий різнився сумирністю і стриманістю. Служив в одній діючій київській церкві, оскільки всі храми були закриті більшовиками. В 1938 році був арештований, засуджений до 5 років табору в с. Вільма Соликамського району Молотовської області (Пермський край), потім на три роки був висланний до міста Кунгур. Після довгих поневірянь на засланнях повернувся до Києва, а згодом був переведений в Почаївську лавру, потім в Іоанно-Богословський Хрещатицький чоловічий монастир на Буковині а в кінці в Успенську пустинь в Одесі. До нього тягнулося настільки багато прихожан і віруючих, що влада намагалася ізолювати святого від спілкування з мирянами. Помер у 1964 році.

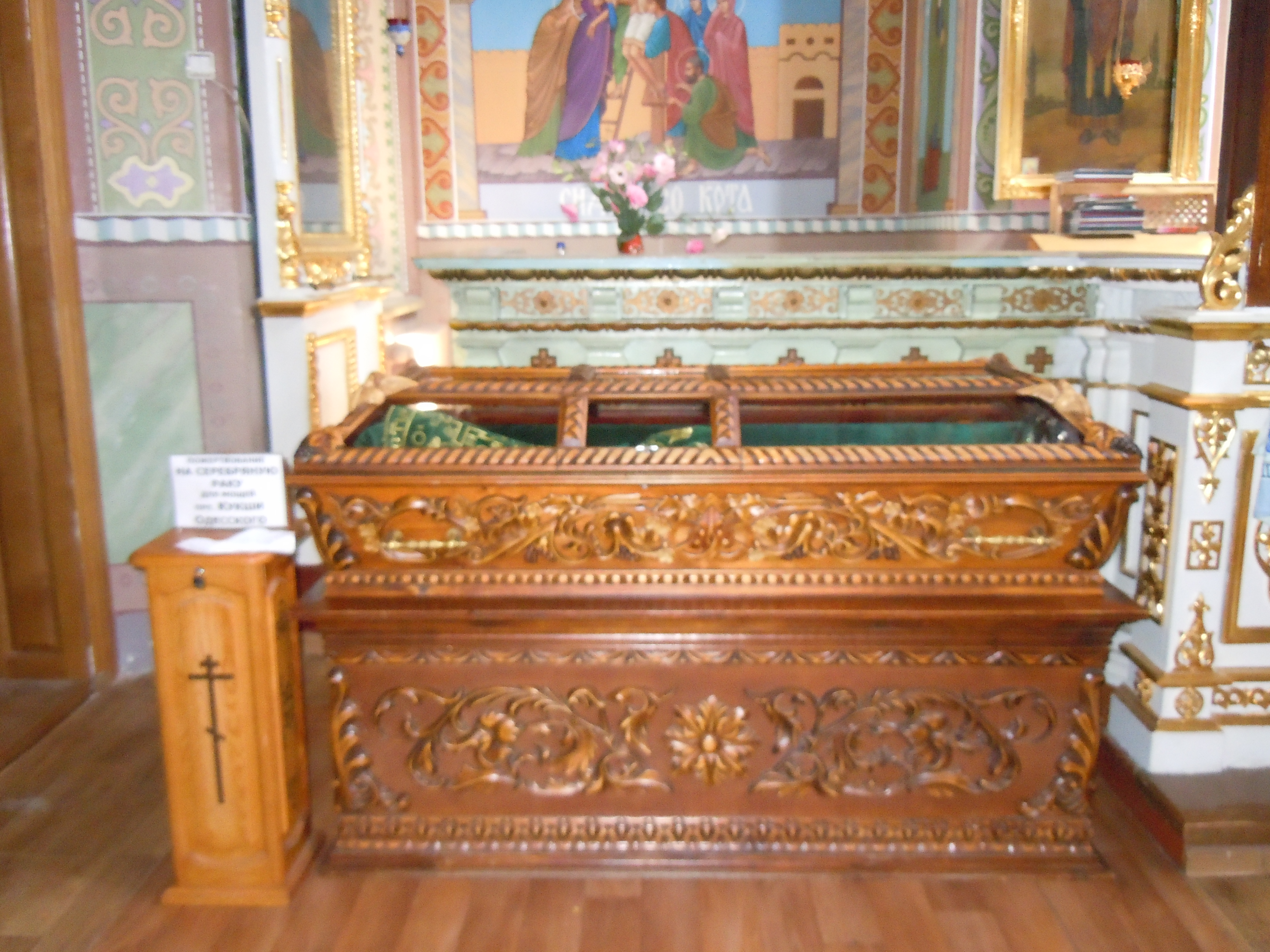
Саркофаг із мощами Св. Кукші, Успенська церква Свято-Успенського монастиря
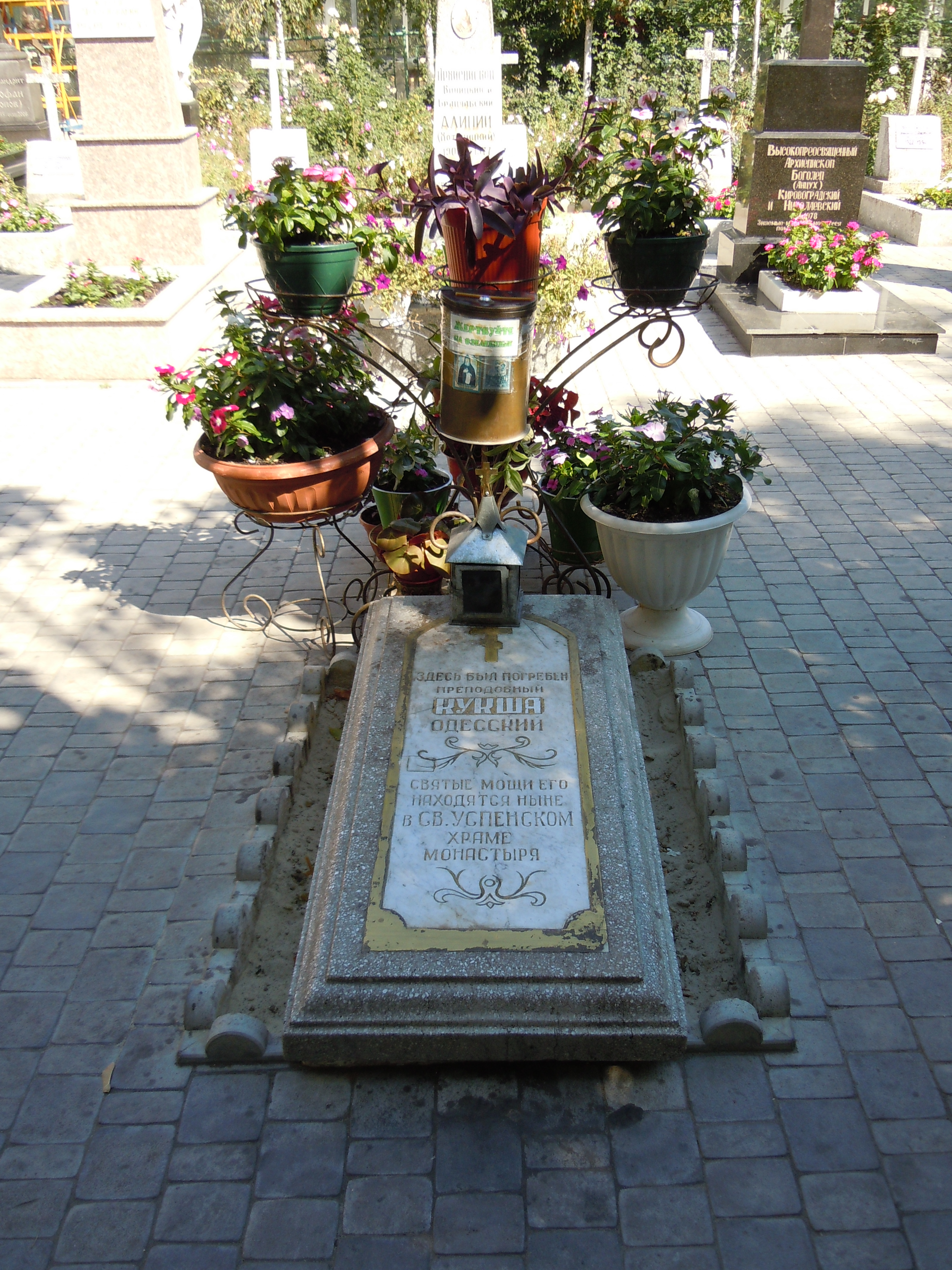
Місце першого поховання Св. Кукші на цвинтарі Свято-Успенського монастиря